# Rally Bohemia 2008

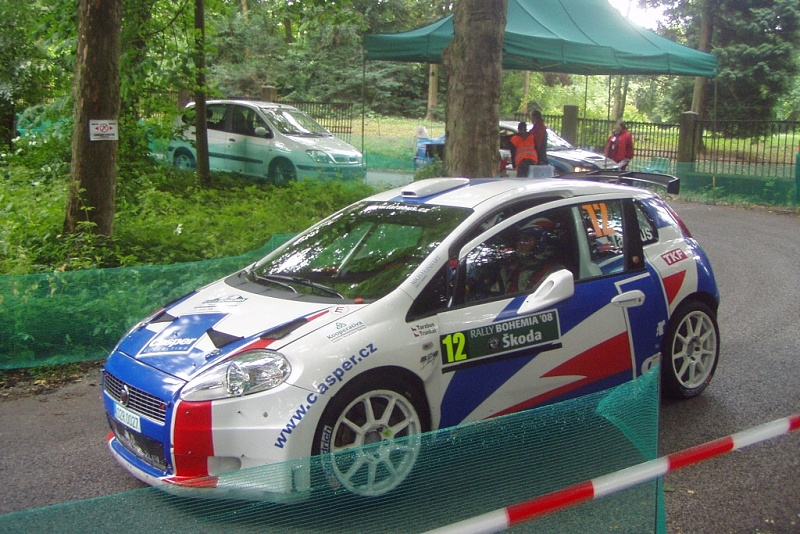
Jaromír Tarabus na Fiatu Abarth Grande Punto S2000 dojel třetí, zaznamenal tak do té doby nejlepší výsledek českého pilota s vozem S2000 v rámci MMČR.

Rally Bohemia 2008 (XXXV. Rally Bohemia) byla sedmým podnikem MMČR 2008 a zároveň šestým podnikem FIA Evropského poháru Central.
Jezdci se v rámci seznamovacích jízd dostali na trať poprvé ve středu 2. července. Soutěž se konala od pátku 4. července do soboty 5. července, zúčastnilo se jí 74 posádek, dokončilo 31.

## Průběh soutěže
Šesté vítězství na Bohemii si zajistil Roman Kresta navigovaný Petrem Grossem, pro toho to bylo vítězství druhé. Kresta na Lanceru Evo IX vyhrál s přehledem poté, co pořadím jezdců za ním dramaticky zamíchaly poslední dvě rychlostní zkoušky (RZ13 „Sychrov“ a RZ14 „Navarov“). Václav Pech, odstoupil z průběžně druhého místa poté, co mu praskl hnací hřídel. Za Krestu se tak dostal Roman Odložilík, ale ztratil cenný čas likvidací požáru unikajícího oleje a na poslední RZ musel odstoupit kvůli porouchanému řízení. Jaroslava Orsáka ztratil šanci na celkové umístění na stupních vítězů, když mu na jeho Lanceru Evo IX praskla poloosa a dostal se i mimo trať.
Za Krestou se umístil Pavel Valoušek se Zdeňkem Hrůzou. Na třetí příčku dosáhla dvojice Jaromír Tarabus/Daniel Trunkát na Fiatu Abarth Grande Punto S2000. První místo ve skupině A (deváté celkově) pro sebe získali Jan Šlehofer a Zbyněk Soběhart s Fiatem Punto S1600.

## Výsledky
| Umístění | St. č. | Posádka                              | Vůz                            | Skupina | Celkový čas | Ztráta na vedoucího |
| -------- | ------ | ------------------------------------ | ------------------------------ | ------- | ----------- | ------------------- |
| 1.       | 2      | Roman Kresta Petr Gross              | Mitsubishi Lancer EVO IX       | N/4     | 2:10:36,6   |                     |
| 2.       | 4      | Pavel Valoušek jun. Zdeněk Hrůza     | Mitsubishi Lancer EVO IX       | N/4     | 2:13:55,4   | +3:18,8             |
| 3.       | 12     | Jaromír Tarabus Daniel Trunkát       | Fiat Abarth Grande Punto S2000 | N/4     | 2:14:34,5   | +3:57,9             |
| 4.       | 3      | Karel Trojan jun. Petr Řihák         | Mitsubishi Lancer EVO IX       | N/4     | 2:14:59,3   | +4:22,7             |
| 5.       | 8      | Vojtěch Štajf Michal Ernst           | Subaru Impreza STi             | N/4     | 2:15:44,4   | +5:07,8             |
| 6.       | 17     | Jan Votava František Synáč           | Mitsubishi Lancer EVO IX       | N/4     | 2:15:49,6   | +5:13,0             |
| 7.       | 7      | Václav Arazim Julius Gál             | Mitsubishi Lancer EVO IX       | N/4     | 2:15:50,1   | +5:13,5             |
| 8.       | 18     | Daniel Běhálek Petr Černohorský jun. | Subaru Impreza STi             | N/4     | 2:16:41,6   | +6:05,0             |
| 9.       | 29     | Jan Šlehofer Zbyněk Soběhart         | Fiat Punto S1600               | A/6     | 2:17:31,2   | +6:54,6             |
| 10.      | 22     | Milan Liška sen. Richard Lasevič     | Mitsubishi Lancer EVO IX       | N/4     | 2:20:16,5   | +9:39,9             |